# Exapateter
Exapateter là một chi bướm đêm thuộc họ Blastobasidae.